# Bahnstrecke Magdeburg–Wittenberge
| Verlauf der Bahnstrecke Magdeburg–Wittenberge | |                                                                  |                                                                  |
| Streckennummer: | 6401 (Wittenberge–Stendal) 6402 (Stendal–Magdeburg)                                                                                         |                                                                  |                                                                  |
| Kursbuchstrecke (DB): | 305 |                                                                  |                                                                  |
| Kursbuchstrecke: | 187c (1934) 187a (Wittenberge – Geestgottberg 1934) 158f (Wolmirstedt – Magdeburg Hbf 1934) 187b (Magdeburg-Rothensee – Magdeburg Hbf 1934) |                                                                  |                                                                  |
| Streckenlänge: | 112,5 km |                                                                  |                                                                  |
| Spurweite: | 1435 mm (Normalspur) |                                                                  |                                                                  |
| Stromsystem: | 15 kV 16,7 Hz ~ |                                                                  |                                                                  |
| Maximale Neigung: | 4,8 ‰ |                                                                  |                                                                  |
| Minimaler Radius: | 1130 m |                                                                  |                                                                  |
| Streckengeschwindigkeit: | 120 km/h |                                                                  |                                                                  |
| | |                                                                  |                                                                  |
| \| \| \| von Hamburg \| \| \| \| \| von Dömitz \| \| \| \| \| von Perleberg \| \| \| \| 53,8 \| Wittenberge \| Wittenberge \| \| \| \| nach Berlin \| \| \| \| \| \| \| \| \| \| Elbebrücke Wittenberge Landesgrenze Brandenburg / Sachsen-Anhalt \| \| \| \| \| \| \| \| \| 48,0 \| Geestgottberg (Abzw Hp) \| Geestgottberg (Abzw Hp) \| \| \| \| nach Salzwedel \| \| \| \| 40,2 \| Seehausen (Altm) (ehem. Bf) \| Seehausen (Altm) (ehem. Bf) \| \| \| 35,4 \| Behrend \| Behrend \| \| \| 33,030 \| Regionalbereichs-Grenze (Ost / Südost) \| Regionalbereichs-Grenze (Ost / Südost) \| \| \| 28,9 \| Osterburg \| Osterburg \| \| \| \| nach Pretzier \| \| \| \| 24,5 \| Düsedau \| Düsedau \| \| \| \| von Werben \| \| \| \| 17,6 \| Goldbeck (Kr Osterburg) (ehem. Bf) \| Goldbeck (Kr Osterburg) (ehem. Bf) \| \| \| 13,0 \| Eichstedt (Altm) \| Eichstedt (Altm) \| \| \| \| von Niedergörne \| \| \| \| \| von Arendsee \| \| \| \| 8,7 \| Borstel (Kr Stendal) \| Borstel (Kr Stendal) \| \| \| \| (bis 1900 Hauptstrecke) \| \| \| \| 6,2 \| Stendal Hochschule (seit 2022) \| Stendal Hochschule (seit 2022) \| \| \| 4,9 \| Stendal-Stadtsee (Hp; ehem. Bk Hp) \| Stendal-Stadtsee (Hp; ehem. Bk Hp) \| \| \| \| von Arneburg \| \| \| \| (5,0) \| Stendal Ost (Keilbahnhof) \| Stendal Ost (Keilbahnhof) \| \| \| \| Stendal MWE (bis 1870) \| \| \| \| \| nach Stendal Vorbf \| \| \| \| \| Stendal Vor Bft (ehem. AW, heute ALSTOM Stendal) \| \| \| \| \| von Uelzen \| \| \| \| \| von Lehrte \| \| \| \| 1,0 \| Stendal Gbf (Bft) \| Stendal Gbf (Bft) \| \| \| 0,058,7 \| Stendal Hbf \| Stendal Hbf \| \| \| \| (Kurve ab 1870) \| \| \| \| \| nach Berlin \| \| \| \| \| nach Tangermünde und Stendal Ost \| \| \| \| \| (alte Trasse bis 1870) \| \| \| \| \| Südumfahrung Stendal \| \| \| \| 49,4 \| Demker (ehem. Bf) \| Demker (ehem. Bf) \| \| \| \| Lüderitz–Tangermünde \| \| \| \| 40,1 \| Tangerhütte Bbf (Bft) \| Tangerhütte Bbf (Bft) \| \| \| 39,5 \| Tangerhütte \| Tangerhütte \| \| \| 34,8 \| Mahlwinkel (ehem. Bf) \| Mahlwinkel (ehem. Bf) \| \| \| \| zum Militärflugplatz Mahlwinkel \| \| \| \| 28,3 \| Angern-Rogätz (früher Angern) \| Angern-Rogätz (früher Angern) \| \| \| 23,5 \| Loitsche (früher Rogätz) \| Loitsche (früher Rogätz) \| \| \| 23,2 \| Zielitz B2 (Bft) \| Zielitz B2 (Bft) \| \| \| 20,6 \| Zielitz Pbf \| Zielitz Pbf \| \| \| 19,9 \| Zielitz (alter Bf) \| Zielitz (alter Bf) \| \| \| \| Po 19 \| \| \| \| 19,7 \| Zielitz Ort \| Zielitz Ort \| \| \| \| von Colbitz \| \| \| \| 14,6 \| Wolmirstedt \| Wolmirstedt \| \| \| \| Mittellandkanal \| \| \| \| 10,6 \| Barleber See (Saisonhalt) \| Barleber See (Saisonhalt) \| \| \| \| von Oebisfelde \| \| \| \| 9,1 \| Glindenberg (Abzw) \| Glindenberg (Abzw) \| \| \| \| \| \| \| \| 7,5 \| Magdeburg-Rothensee Hp \| Magdeburg-Rothensee Hp \| \| \| 5,6 \| Magdeburg-Eichenweiler Üst \| Magdeburg-Eichenweiler Üst \| \| \| 5,1 \| Magdeburg-Eichenweiler \| Magdeburg-Eichenweiler \| \| \| 9.024,2 \| \| \| \| \| 21,2 \| Magdeburg-Rothensee A-Gr (Bft) \| Magdeburg-Rothensee A-Gr (Bft) \| \| \| 20,8 \| Magdeburg-Rothensee E-Gr (Bft) \| Magdeburg-Rothensee E-Gr (Bft) \| \| \| \| \| \| \| \| \| \| \| \| \| \| Anschlüsse Magdeburger Hafen \| \| \| \| \| von und nach Abzw Brücke \| \| \| \| \| \| \| \| \| \| Magdeburg Nord \| \| \| \| \| von Biederitz \| \| \| \| 2,3 \| Magdeburg-Neustadt \| Magdeburg-Neustadt \| \| \| 0,0 \| Magdeburg Hbf \| Magdeburg Hbf \| \| \| \| Magdeburg Elbbahnhof \| \| \| \| \| von und nach Braunschweig \| \| \| \| \| nach Buckau Pbf \| \| | |                                                                  |                                                                  |
| Strecke | | von Hamburg                                                      | von Hamburg                                                      |
| Abzweig geradeaus und ehemals von rechts | | von Dömitz                                                       | von Dömitz                                                       |
| Abzweig geradeaus und von links | | von Perleberg                                                    | von Perleberg                                                    |
| Bahnhof | 53,8 | Wittenberge                                                      | Wittenberge                                                      |
| Abzweig geradeaus und nach links | | nach Berlin                                                      | nach Berlin                                                      |
| | |                                                                  |                                                                  |
| Grenze auf Brücke über Wasserlauf | | Elbebrücke Wittenberge Landesgrenze Brandenburg / Sachsen-Anhalt | Elbebrücke Wittenberge Landesgrenze Brandenburg / Sachsen-Anhalt |
| | |                                                                  |                                                                  |
| Haltepunkt / Haltestelle | 48,0 | Geestgottberg (Abzw Hp)                                          | Geestgottberg (Abzw Hp)                                          |
| Abzweig geradeaus und ehemals nach rechts | | nach Salzwedel                                                   | nach Salzwedel                                                   |
| Haltepunkt / Haltestelle, ehemals Bahnhof | 40,2 | Seehausen (Altm) (ehem. Bf)                                      | Seehausen (Altm) (ehem. Bf)                                      |
| ehemaliger Haltepunkt / Haltestelle | 35,4 | Behrend                                                          | Behrend                                                          |
| Grenze | 33,030 | Regionalbereichs-Grenze (Ost / Südost)                           | Regionalbereichs-Grenze (Ost / Südost)                           |
| Bahnhof | 28,9 | Osterburg                                                        | Osterburg                                                        |
| Abzweig geradeaus und ehemals nach rechts | | nach Pretzier                                                    | nach Pretzier                                                    |
| ehemaliger Haltepunkt / Haltestelle | 24,5 | Düsedau                                                          | Düsedau                                                          |
| Abzweig geradeaus und ehemals von links | | von Werben                                                       | von Werben                                                       |
| Haltepunkt / Haltestelle, ehemals Bahnhof | 17,6 | Goldbeck (Kr Osterburg) (ehem. Bf)                               | Goldbeck (Kr Osterburg) (ehem. Bf)                               |
| Haltepunkt / Haltestelle | 13,0 | Eichstedt (Altm)                                                 | Eichstedt (Altm)                                                 |
| Abzweig geradeaus und von links | | von Niedergörne                                                  | von Niedergörne                                                  |
| Kreuzung geradeaus unten (Querstrecke außer Betrieb) · Strecke von rechts (außer Betrieb) | | von Arendsee                                                     | von Arendsee                                                     |
| Dienststation / Betriebs- oder Güterbahnhof · Strecke (außer Betrieb) | 8,7 | Borstel (Kr Stendal)                                             | Borstel (Kr Stendal)                                             |
| Strecke von links · Abzweig ehemals geradeaus und nach rechts · Strecke (außer Betrieb) | | (bis 1900 Hauptstrecke)                                          | (bis 1900 Hauptstrecke)                                          |
| Haltepunkt / Haltestelle · Abzweig geradeaus und von links (Strecke außer Betrieb) · Strecke nach rechts (außer Betrieb) | 6,2 | Stendal Hochschule (seit 2022)                                   | Stendal Hochschule (seit 2022)                                   |
| Haltepunkt / Haltestelle · Strecke (außer Betrieb) | 4,9 | Stendal-Stadtsee (Hp; ehem. Bk Hp)                               | Stendal-Stadtsee (Hp; ehem. Bk Hp)                               |
| Strecke · Abzweig geradeaus und von links (Strecke außer Betrieb) | | von Arneburg                                                     | von Arneburg                                                     |
| Strecke · Bahnhof (Strecke außer Betrieb) | (5,0) | Stendal Ost (Keilbahnhof)                                        | Stendal Ost (Keilbahnhof)                                        |
| Strecke · Bahnhof (Strecke außer Betrieb) | | Stendal MWE (bis 1870)                                           | Stendal MWE (bis 1870)                                           |
| Strecke · Abzweig geradeaus und nach links (Strecke außer Betrieb) · Strecke von rechts (außer Betrieb) | | nach Stendal Vorbf                                               | nach Stendal Vorbf                                               |
| Strecke · Betriebs-/Güterbahnhof Strecke bis hier außer Betrieb · Strecke (außer Betrieb) | | Stendal Vor Bft (ehem. AW, heute ALSTOM Stendal)                 | Stendal Vor Bft (ehem. AW, heute ALSTOM Stendal)                 |
| Abzweig geradeaus und von rechts · Strecke · Strecke (außer Betrieb) | | von Uelzen                                                       | von Uelzen                                                       |
| Abzweig geradeaus und von rechts · Strecke · Strecke (außer Betrieb) | | von Lehrte                                                       | von Lehrte                                                       |
| Dienststation / Betriebs- oder Güterbahnhof · Strecke · Strecke (außer Betrieb) | 1,0 | Stendal Gbf (Bft)                                                | Stendal Gbf (Bft)                                                |
| Bahnhof · Strecke · Strecke (außer Betrieb) | 0,058,7 | Stendal Hbf                                                      | Stendal Hbf                                                      |
| Abzweig geradeaus und nach links · Abzweig ehemals geradeaus und nach rechts · Strecke (außer Betrieb) | | (Kurve ab 1870)                                                  | (Kurve ab 1870)                                                  |
| Abzweig geradeaus und nach links · Kreuzung (Strecke geradeaus außer Betrieb) · Kreuzung (Strecke geradeaus außer Betrieb) | | nach Berlin                                                      | nach Berlin                                                      |
| Abzweig geradeaus und nach links · Kreuzung (Strecke geradeaus außer Betrieb) · Abzweig quer und ehemals nach rechts | | nach Tangermünde und Stendal Ost                                 | nach Tangermünde und Stendal Ost                                 |
| Strecke nach links · Abzweig ehemals geradeaus und von rechts | | (alte Trasse bis 1870)                                           | (alte Trasse bis 1870)                                           |
| Kreuzung geradeaus unten | | Südumfahrung Stendal                                             | Südumfahrung Stendal                                             |
| Haltepunkt / Haltestelle, ehemals Bahnhof | 49,4 | Demker (ehem. Bf)                                                | Demker (ehem. Bf)                                                |
| Kreuzung geradeaus oben (Querstrecke außer Betrieb) | | Lüderitz–Tangermünde                                             | Lüderitz–Tangermünde                                             |
| Dienststation / Betriebs- oder Güterbahnhof | 40,1 | Tangerhütte Bbf (Bft)                                            | Tangerhütte Bbf (Bft)                                            |
| Bahnhof | 39,5 | Tangerhütte                                                      | Tangerhütte                                                      |
| Haltepunkt / Haltestelle, ehemals Bahnhof | 34,8 | Mahlwinkel (ehem. Bf)                                            | Mahlwinkel (ehem. Bf)                                            |
| Abzweig geradeaus und ehemals nach links | | zum Militärflugplatz Mahlwinkel                                  | zum Militärflugplatz Mahlwinkel                                  |
| Bahnhof | 28,3 | Angern-Rogätz (früher Angern)                                    | Angern-Rogätz (früher Angern)                                    |
| ehemaliger Bahnhof | 23,5 | Loitsche (früher Rogätz)                                         | Loitsche (früher Rogätz)                                         |
| Dienststation / Betriebs- oder Güterbahnhof | 23,2 | Zielitz B2 (Bft)                                                 | Zielitz B2 (Bft)                                                 |
| Bahnhof | 20,6 | Zielitz Pbf                                                      | Zielitz Pbf                                                      |
| ehemaliger Bahnhof | 19,9 | Zielitz (alter Bf)                                               | Zielitz (alter Bf)                                               |
| Bahnübergang | | Po 19                                                            | Po 19                                                            |
| Haltepunkt / Haltestelle | 19,7 | Zielitz Ort                                                      | Zielitz Ort                                                      |
| Abzweig geradeaus und ehemals von rechts | | von Colbitz                                                      | von Colbitz                                                      |
| Bahnhof | 14,6 | Wolmirstedt                                                      | Wolmirstedt                                                      |
| Tunnel bzw. Unterführung unter Wasserlauf | | Mittellandkanal                                                  | Mittellandkanal                                                  |
| Haltepunkt / Haltestelle | 10,6 | Barleber See (Saisonhalt)                                        | Barleber See (Saisonhalt)                                        |
| Abzweig geradeaus und von rechts | | von Oebisfelde                                                   | von Oebisfelde                                                   |
| Blockstelle | 9,1 | Glindenberg (Abzw)                                               | Glindenberg (Abzw)                                               |
| Strecke von links · Abzweig nach links und nach rechts · Strecke von rechts | |                                                                  |                                                                  |
| Haltepunkt / Haltestelle · Strecke | 7,5 | Magdeburg-Rothensee Hp                                           | Magdeburg-Rothensee Hp                                           |
| Überleitstelle / Spurwechsel · Strecke | 5,6 | Magdeburg-Eichenweiler Üst                                       | Magdeburg-Eichenweiler Üst                                       |
| Haltepunkt / Haltestelle · Strecke | 5,1 | Magdeburg-Eichenweiler                                           | Magdeburg-Eichenweiler                                           |
| Strecke · Kilometer-Wechsel | 9.024,2 |                                                                  |                                                                  |
| Strecke · Dienststation / Betriebs- oder Güterbahnhof | 21,2 | Magdeburg-Rothensee A-Gr (Bft)                                   | Magdeburg-Rothensee A-Gr (Bft)                                   |
| Strecke · Dienststation / Betriebs- oder Güterbahnhof | 20,8 | Magdeburg-Rothensee E-Gr (Bft)                                   | Magdeburg-Rothensee E-Gr (Bft)                                   |
| Strecke · Strecke von links · Abzweig geradeaus und nach rechts | |                                                                  |                                                                  |
| Strecke · Strecke · Abzweig geradeaus und nach links · Abzweig von links und von rechts | |                                                                  |                                                                  |
| Strecke nach halblinks · Strecke nach halbrechts · Strecke · Abzweig geradeaus und von links | | Anschlüsse Magdeburger Hafen                                     | Anschlüsse Magdeburger Hafen                                     |
| Strecke von halblinks · Strecke von halbrechts · Abzweig nach links und von links · Kreuzung geradeaus unten | | von und nach Abzw Brücke                                         | von und nach Abzw Brücke                                         |
| Strecke · Strecke nach halblinks · Strecke nach halbrechts | |                                                                  |                                                                  |
| Strecke · Strecke von halblinks · Strecke von halbrechts · Dienststation / Betriebs- oder Güterbahnhof (Strecke außer Betrieb) | | Magdeburg Nord                                                   | Magdeburg Nord                                                   |
| Strecke · Strecke · Strecke · Abzweig geradeaus und von links (Strecke außer Betrieb) | | von Biederitz                                                    | von Biederitz                                                    |
| Dienststation / Betriebs- oder Güterbahnhof · Bahnhof · Bahnhof · Strecke (außer Betrieb) | 2,3 | Magdeburg-Neustadt                                               | Magdeburg-Neustadt                                               |
| Dienststation / Betriebs- oder Güterbahnhof · Bahnhof · Bahnhof · Strecke (außer Betrieb) | 0,0 | Magdeburg Hbf                                                    | Magdeburg Hbf                                                    |
| Strecke · Strecke · Strecke · Bahnhof (Strecke außer Betrieb) | | Magdeburg Elbbahnhof                                             | Magdeburg Elbbahnhof                                             |
| Abzweig nach rechts und von rechts · Strecke · Strecke · Strecke (außer Betrieb) | | von und nach Braunschweig                                        | von und nach Braunschweig                                        |
| Strecke · Strecke · Strecke · Strecke (außer Betrieb) | | nach Buckau Pbf                                                  | nach Buckau Pbf                                                  |

Die Bahnstrecke Magdeburg–Wittenberge ist eine zweigleisige, elektrifizierte Hauptbahn in Sachsen-Anhalt. Sie wurde von 1846 bis 1849 von der Magdeburg-Wittenbergeschen Eisenbahn-Gesellschaft (MWE) gebaut und anschließend von dieser betrieben. Nach der 1863 erfolgten Übernahme der MWE durch die Magdeburg-Halberstädter Eisenbahn-Gesellschaft wurde 1879 die MHE Teil der Preußischen Staatseisenbahnen.

## Verlauf

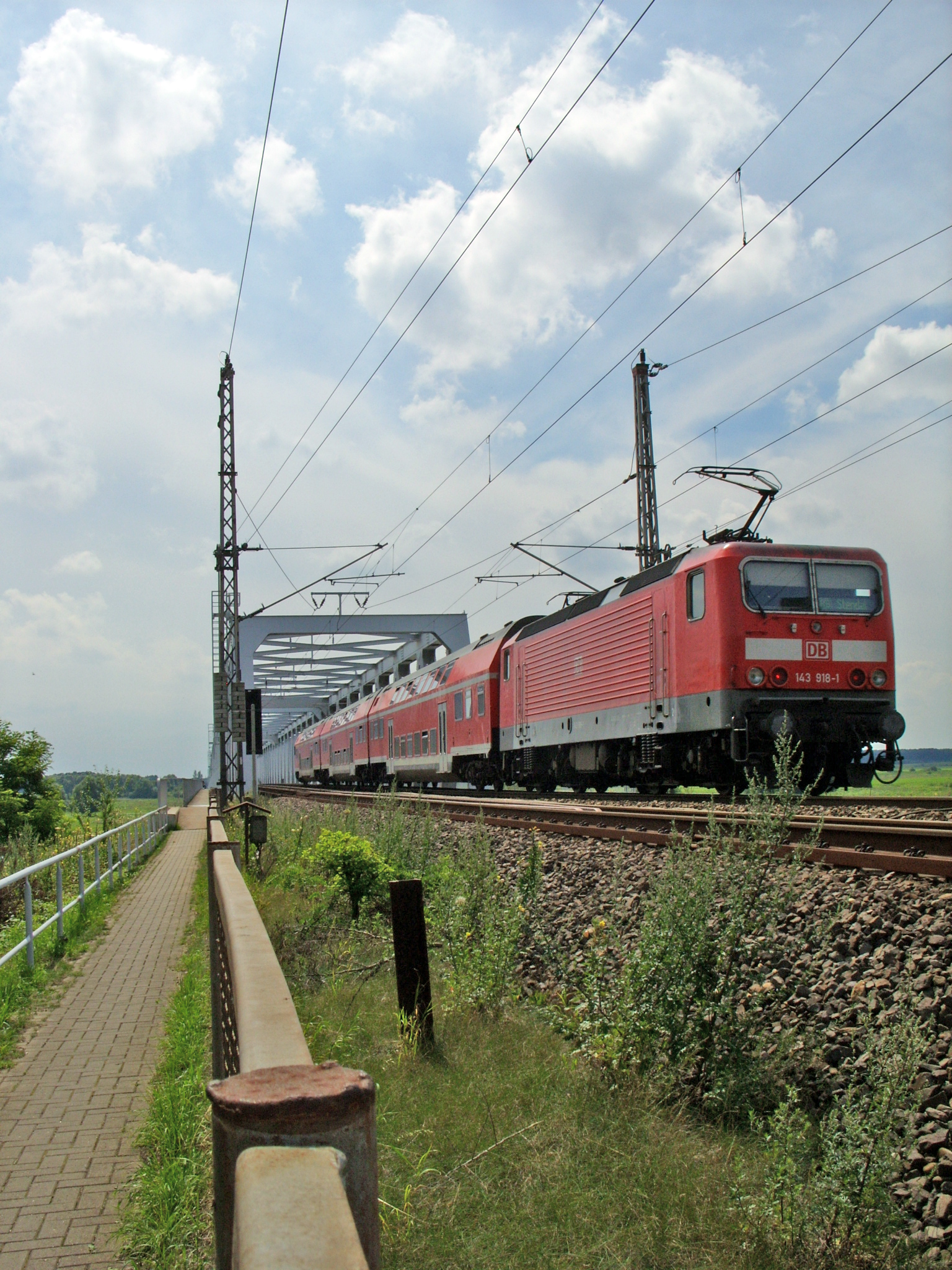
Regionalbahn beim Befahren der Elbebrücke Wittenberge

Die Strecke beginnt am Magdeburger Hauptbahnhof und führt von dort aus nach Norden. Die Bahn verläuft dabei größtenteils zwischen der Elbe und der Bundesstraße 189. Die Strecke wird neben Regional- und Fernverkehrszügen auch von der S-Bahn Mittelelbe mitgenutzt. Streckenmittelpunkt ist Stendal. Hier besteht Anschluss zu den Strecken nach Berlin, Hannover, Tangermünde und Salzwedel. Hinter Stendal wendet sich die Strecke weiter nach Norden. Unmittelbar vor dem Endpunkt Wittenberge überquert die Bahn die Elbe. Die Elbebrücke Wittenberge ist der längste Bahnbrückenneubau der DDR. Im Wittenberger Bahnhof mündet die Strecke schließlich in die Bahnstrecke Berlin–Hamburg. Der Bahnhof war ursprünglich als Keilbahnhof beider Strecken angelegt und wurde mit dem Ausbau letzterer umgebaut.

## Geschichte

### Vorgeschichte und Bau
1838 begann im Königreich Preußen mit der Berlin-Potsdamer Eisenbahn das Eisenbahnzeitalter. Eine Fortführung der Strecke Richtung Westen war damals schon geplant, allerdings ohne genaue Trassenführung. Die Stadt Stendal, noch ohne Anschluss, wollte eine Fortführung der Linie von Potsdam über Genthin, Stendal nach Hamburg. Ab Genthin sollte zudem eine Zweigstrecke nach Magdeburg führen. Das Projekt wurde jedoch zugunsten einer direkten Berlin-Hamburger Strecke verworfen. Gleichzeitig konkretisierten sich die Pläne zur Fortführung der Berlin-Potsdamer Bahn, die nun nach Magdeburg weiterführen sollte.
Magdeburg entwickelte sich daraufhin zu einem der ersten größeren Eisenbahnknoten und war 1843 bereits über drei Strecken von Leipzig (Magdeburg-Leipziger Eisenbahn, MLE), Berlin (Berlin-Potsdam-Magdeburger Eisenbahn, BPME) und Halberstadt (Magdeburg-Halberstädter Eisenbahn, MHE) erreichbar. Eine vor allem für den Außenhandel wichtige Verbindung nach Hamburg bestand allerdings nicht. Daraufhin wurde auf Initiative des Magdeburger Oberbürgermeisters August Wilhelm Francke eine konkrete Trassenführung erarbeitet. Diese Führung wurde am 29. September 1843 durch allerhöchste Kabinettsorder als kürzeste und wirtschaftlich sinnvollste Linie zwischen Magdeburg und Wittenberge (mit Anschluss an die Bahn nach Hamburg) angesehen. Die Magdeburg-Wittenbergesche Eisenbahn-Gesellschaft als designierter Betreiber konstituierte sich im Folgemonat. Der Bau der Strecke war hauptsächlich davon abhängig, inwiefern sich die Arbeiten negativ auf die Deichanlagen in der Altmark auswirken würden. So musste die Gesellschaft zur Erlangung der Konzession bereits konkrete Pläne für den Elbeübergang in Wittenberge vorlegen und Vorarbeiten an den Deichanlagen durchführen lassen. Des Weiteren sollte die Bahn bei Fertigstellung Anschluss an die anderen Magdeburger Strecken erhalten.
Am 6. Juli 1845 wurde auf Erlass des preußischen Königs Friedrich Wilhelm IV. der Bau durch die Aktiengesellschaft mit einem Grundkapital von 4.500.000 Reichstalern bewilligt. Die voraussichtlichen Baukosten betrugen insgesamt 4.483.000 Taler, davon waren
3.000.000 Taler für die Strecke Magdeburg–Seehausen,
83.000 Taler für die Strecke Seehausen–Elbdeich und
1.400.000 Taler für die Elbebrücke und den Anschluss in Wittenberge vorgesehen.
Der 1846 aufgenommene Bau erwies sich als relativ problemlos. Die Trassenführung wurde so gewählt, dass die maximale Steigung bei einem Verhältnis von 1:210 und der geringste Halbmesser bei 300 Ruten (umgerechnet etwa 1130 Meter) liegt. Etwa 55½ Prozent der Strecke verlief eben.
Lediglich an den beiden Endpunkten erwies sich der Streckenbau als problematisch. Während in Wittenberge durch den Bau der Elbbrücke die Eröffnung der Gesamtstrecke verschoben werden musste, bestand in Magdeburg das Problem der Einbindung an eine der anderen Strecken. Als Voraussetzung war ein Anschluss nach Westen und Süden, also zur MHE und MLE gegeben. Um diesen zu erreichen, bestanden zwei Möglichkeiten: Die erste bestand darin, die Festungsanlagen der Stadt am Glacis zu umgehen und in den Bahnhof der Halberstädter Strecke zu münden. Es zeigte sich hierbei jedoch das erhebliche Problem, dass entlang des Festungsrings Höhenzüge auftreten. Eine Umfahrung erschien nicht sinnvoll, ein Durchbruch des Höhenzuges wurde von den Militärbehörden verweigert. Die Alternative sah eine ähnliche Streckenführung wie bei der Leipziger Strecke vor, die ihre Bahn durch die Festungsanlagen hindurch entlang der Elbe führte und innerhalb der Stadt ihren Bahnhof errichtete.

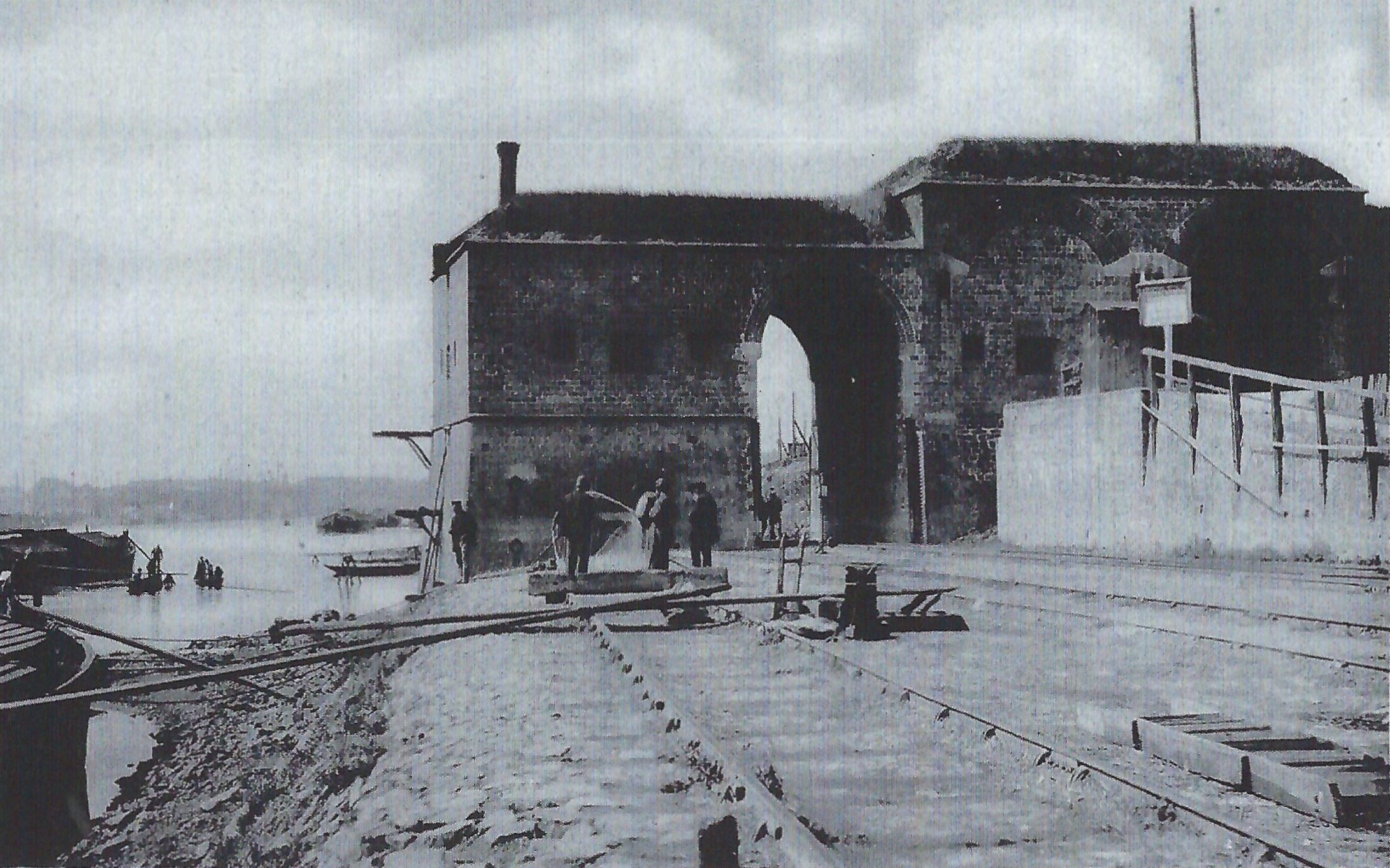
Wittenberger Tor, Anfang der 1890er Jahre

Die Strecke führt von Norden her bis zur Elbe und durchbricht entlang dieser mit dem Wittenberger Tor das Festungsbauwerk. Da der Platz bei einer weiteren Orientierung entlang des Flusses nicht ausgereicht hätte, wurde das östlich davon befindliche Gebiet aufgeschüttet, um Platz für die Bahnanlagen zu schaffen. Dort wurde dann auch der Endbahnhof mit den dazugehörigen Anlagen errichtet. Das Gleis führte noch weiter und mündete schließlich in die Anlagen der Leipziger Bahn.

### Privat- und Länderbahnzeit

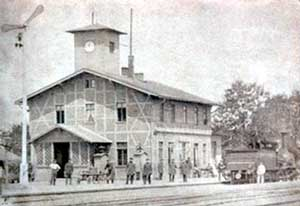
Bahnhof Wolmirstedt um 1880

Die Strecke wurde in den drei genannten Bauabschnitten eröffnet. Den Anfang machte am 7. Juli 1849 der 99 Kilometer lange Abschnitt von Magdeburg nach Seehausen. Am 5. August 1849 folgten die acht Kilometer bis zum Elbedeich. Da die Elbebrücke noch im Bau war, mussten die Fahrgäste zunächst mit einer Fähre zur anderen Seite nach Wittenberge übersetzen. Erst am 25. Oktober 1851 konnte der Verkehr über eine hölzerne, zunächst eingleisige Brücke geführt werden. Um die Segelschiffe trotz der geringen Höhe des Bauwerks durchlassen zu können, wurde ein Teil der Brücke mit einem Drehgestell ausgestattet. Der Endbahnhof war bereits beim Bau der Bahnstrecke Berlin–Hamburg für die Einbindung der Strecke vorbereitet worden; das Empfangsgebäude befand sich zwischen beiden Strecken, die sich dahinter erst vereinigen.
Neben dem anfangs verfolgten Gedanken eines direkten Schienenwegs von Magdeburg nach Hamburg sollte die Strecke obendrein als Magistrale zwischen der Küste und Mittel- bis Süddeutschland fungieren. Die Hoffnung der Betreiber erfüllte sich jedoch nicht, sodass sich der Betrieb nicht in dem Maße rentierte, wie es sich die Aktionäre vorstellten. Zudem musste bereits 1855 ein Großteil der Strecke saniert werden, da es in der Altmark zu mehreren Überflutungen gekommen war. 1863 wurde die Gesellschaft schließlich von der Magdeburg-Halberstädter Eisenbahn-Gesellschaft aufgekauft. Ein direkter Anschluss bestand zwischen beiden Strecken noch nicht; die Züge mussten ein kurzes Stück der Leipziger Strecke mitnutzen.
1867 bekam die MHE den Zuschlag für die Berlin-Lehrter Eisenbahn. Ein direkter Weg bestand zwar damals bereits über Magdeburg, doch die neue Route über Stendal war in ihrem Gesamtverlauf geradliniger und somit in kürzerer Zeit zu befahren. Die Lehrter Bahn wurde südlich der Altstadt von Ost nach West gebaut, die Wittenberger Bahn führte dagegen damals am Ostrand der Stadt in Nord-Süd-Richtung entlang. Um den Bahnhof Stendal durch beide Strecken nutzen zu können, wurde dieser südlich der Altstadt an der Lehrter Bahn neugebaut. Die Strecke Magdeburg–Wittenberge wurde mit zwei Verbindungskurven über den neuen Bahnhof geführt, sodass von Magdeburg nach Wittenberge durchlaufende Züge nun zunächst in Stendal die Fahrtrichtung wechseln mussten. Neben der Lehrter Bahn, die ab 1871 in Stendal hielt, kam bereits ein Jahr vorher die Bahnstrecke Stendal–Uelzen, sogenannte „Amerikalinie“, über Uelzen nach Bremen hinzu. Ihr Name rührt daher, dass vor allem Auswandererzüge zu den Nordseehäfen auf der Linie verkehrten. Der Zugverkehr wurde nach Eröffnung der Amerikalinie zunächst von Magdeburg aus in der Regel in Richtung Uelzen durchgebunden und die Strecke Stendal–Wittenberge wurde zur Zweigstrecke. Am 1. Mai 1900 wurde die westliche Umfahrung der Stadt Stendal eröffnet, die den Richtungswechsel für Züge zwischen Magdeburg und Wittenberge unnötig machte.
Die Situation in Magdeburg wurde in den Folgejahren zusehends unbefriedigender. Zum einen war die Überführung der Züge über die Leipziger Bahn lästig, zum anderen ließen die vorhandenen Anlagen am Elbufer auch keinen Ausbau zu. Daher wurde die alte Idee einer gemeinsamen Streckenführung entlang des Festungsrings wieder aufgegriffen. Da das Stadtwachstum die Siedlungsfläche bis außerhalb der Anlage brachte, wurde diese zusehends als Störfaktor angesehen. Es mussten dennoch langwierige Verhandlungen mit dem preußischen Militär geführt werden, bis dieses ein entsprechendes Gelände entlang des nördlichen und westlichen Festungsgraben bereitstellte. Die Strecke wurde gemeinsam von der Halberstädter, der Berliner und der Leipziger Bahn gebaut. Der neue Magdeburger Zentralbahnhof wurde, da die drei Strecken noch getrennt arbeiteten, als Inselbahnhof angelegt, wobei die östlichen Durchgangsgleise von der Leipziger, die westlichen von der Berliner und Halberstädter Bahn erbaut und bedient wurden. Der erste Zug konnte bereits am 15. Mai 1873 nach Burg abfahren, die gesamten Arbeiten zogen sich allerdings noch bis 1893 hin. In diesem Zeitraum, 1876, ging die MLE in der MHE auf. Diese wurde dann drei Jahre später verstaatlicht. Der alte Bahnhof der Wittenbergeschen Bahn in Magdeburg, dann Elbbahnhof genannt, wurde im Güterverkehr noch bis in die 1990er Jahre genutzt und zum 28. Februar 1998 stillgelegt und die Gleisanlagen in der Folge abgebrochen.

### Staatsbahnzeit

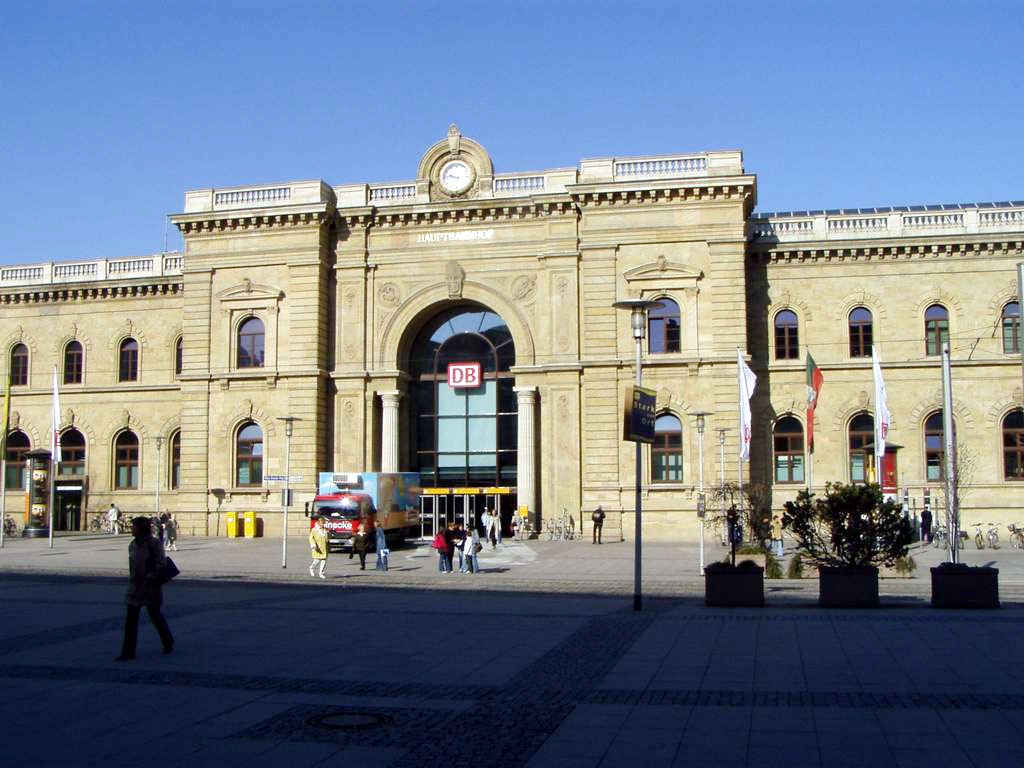
Fassade des Magdeburger Hauptbahnhofs

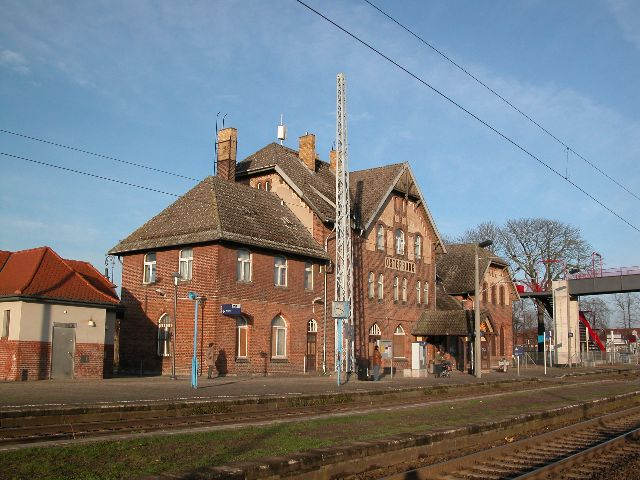
Bahnhof Osterburg

Nach der Übernahme durch die Preußischen Staatseisenbahnen wurden auch andere Gesellschaften aufgekauft. Unter dieser großen einheitlichen Führung war die Bildung von Eisenbahndirektionen notwendig. Die Bahnstrecke Magdeburg–Wittenberge wurde dabei der neuen Königlichen Eisenbahndirektion (KED) Magdeburg zugeteilt. Nördlich von Stendal durchschnitt die Strecke dabei das Gebiet der anliegenden KED Hannover.
1883 bis 1884 erfolgte der Neubau der Wittenberger Elbebrücke. Die alte Holzkonstruktion war baufällig und wurde durch eine schmiedeeiserne Fachwerkkonstruktion ersetzt. Die Drehbrücke blieb allerdings erhalten. Sie wurde erst beim zweiten Umbau von 1905 bis 1910 durch eine Stahlkonstruktion ersetzt. Dabei wurde ein zweiter Brückenzug auf der Nordseite errichtet, um das zweite Gleis aufzunehmen. Das südliche Gleis wurde mit einem Belag versehen und vom Individualverkehr mitgenutzt, da eine Straßenbrücke fehlte.
Nach der Gründung der Deutschen Reichsbahn 1920 wurden die Direktionen neu geordnet. Die Strecke wird dabei zwei Direktionen zugewiesen. Von Magdeburg bis Stendal gehörte die Strecke nun zur neu gegründeten Reichsbahndirektion (Rbd) Hannover, ab Stendal bis Wittenberge zur Rbd Hamburg. Neben den Nahverkehrszügen der preußischen Provinz Sachsen wurde die Strecke außerdem von der Fernverkehrsverbindung Nr. 40 von Dresden über Leipzig, Magdeburg, Wittenberge nach Hamburg genutzt.
Gegen Ende des Zweiten Weltkrieges kam es zur Sprengung der Wittenberger Elbebrücke. Bereits im Herbst konnten sowjetische Pioniere den südlichen Brückenzug provisorisch wiederherstellen, über den der nötigste Verkehr geleitet wird. Wie die Brücke ist auch die Strecke eingleisig. Das zweite Gleis war als Reparationsleistung der SBZ an die Sowjetunion abgebaut worden. Der nördliche Brückenzug wurde 1947 provisorisch restauriert, auf Grund des fehlenden Streckengleises wurde allerdings nur der Straßenverkehr über die Brücke geführt. 1950 wurde das zweite Gleis wieder in Betrieb genommen und der Straßenverkehr auf die alte Südbrücke zurückgeführt.

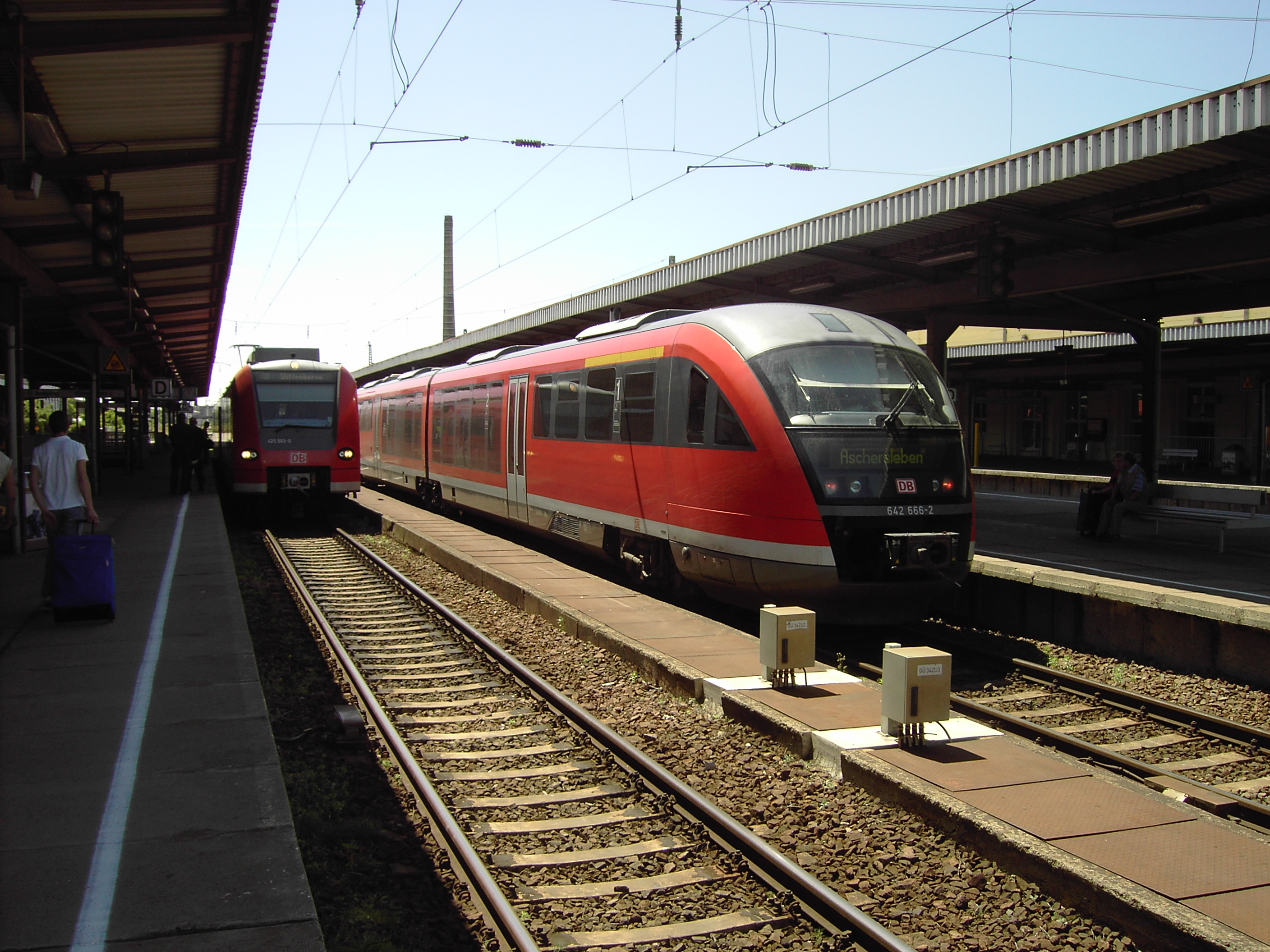
Ein Zug der Baureihe 425 (links) wartet in Magdeburg auf seine Abfahrt in Richtung Wittenberge

Die Strecke entwickelte sich in den kommenden Jahren zur wichtigsten Nord-Süd-Verbindung der DDR, die Berlin umging. Das zweite Streckengleis wurde deshalb auch schnell wiederhergestellt. Da die Brücke, trotz der zwei Gleise, aufgrund der 30 km/h Höchstgeschwindigkeit ein Engpass war, erfolgte 1957 ein Neubau der Überbauten unter Einbezug der alten Stützpfeiler.
Ab 1969 erfolgte im Raum Magdeburg der Aufbau des S-Bahn-Netzes. Dazu mussten die gesamten Anlagen ab Zielitz, das als nördlicher Endpunkt ausgewählt wurde, umgebaut werden, um einen Mischbetrieb von S-Bahn, Regional-, Fern- und Güterverkehr zuzulassen. Ebenso mussten für den Betrieb Oberleitungen angebracht werden, da der Betrieb elektrisch abgewickelt werden sollte. Nördlich vom Zielitzer Dorfkern wurde dazu in der Nähe des Kaliwerks Zielitz ein viergleisiger Bahnhof Zielitz errichtet, der sowohl das Kehren der S-Bahnzüge als auch das Durchfahren der Güterzüge ermöglichte. Weiter in Richtung Magdeburg wurde ab der Einfädelung der Strecke aus Oebisfelde ein eigenes Gleispaar für die S-Bahn errichtet, um den Rangierbahnhof Magdeburg-Rothensee zu umgehen. Ab Magdeburg-Neustadt nutzt die S-Bahn dann wieder die gemeinsame Trasse mit den anderen Zuggattungen. Der Betrieb wurde am 29. September 1974 aufgenommen.
Am 1. September 1979 gegen 19.15 Uhr entgleiste zwischen den Bahnhöfen Tangerhütte und Demker am Kilometer 41,8 der Schnellzug D 936 Dresden–Salzwedel mit allen 12 Reisezugwagen. Zwei Wagen stürzten um, ein weiterer stellte sich quer zur Fahrtrichtung. Dabei wurden zwei Reisende getötet. 24 Personen wurden verletzt in Krankenhäuser eingeliefert, drei davon schwer. 39 Personen wurden ambulant behandelt. Der Schaden wurde auf 1 Million DDR-Mark geschätzt. Ursache war eine Gleisverwerfung, die sich durch starke Sonneneinstrahlung gebildet hatte.
Die weitere Elektrifizierung erfolgte in den 1980er Jahren. Zunächst wurde 1984 der elektrische Betrieb bis Stendal und 1987 bis Wittenberge aufgenommen. Während der Betrieb umgestellt wurde, baute die Deutsche Reichsbahn eine neue Elbebrücke. Diese ist die längste Eisenbahnbrücke, welche in der DDR-Geschichte errichtet wurde.

### Heutige Situation
Heute wird die Strecke im Nahverkehr von der S-Bahn Mittelelbe durch die Linie S1 von Magdeburg nach Wittenberge sowie im Fernverkehr im Sommer von Intercity-Züge der Linie 57 von Leipzig über Magdeburg, Wittenberge, Schwerin und Rostock nach Warnemünde genutzt. Die S-Bahn verkehrt unter der Woche zwischen Zielitz und Salzelmen alle 30 Minuten, stündlich weiter bis Wittenberge. Am Wochenende wird stündlich bis Zielitz und alle zwei Stunden nach Wittenberge gefahren. Eingesetzt werden Züge der BR 425 von DB Regio. Zwischen Magdeburg und Stendal verkehrt zudem auch zweistündlich mit Verstärkern die Regionalexpress-Linie RE 20 von/nach Uelzen über Salzwedel.
2012 ging in Wolmirstedt ein neues elektronisches Stellwerk in Betrieb, dieses ist an die Unterzentrale Biederitz angebunden. Der Bahntunnel unter dem Mittellandkanal konnte Ende 2013 fertiggestellt werden. Am 10. Juni 2022 ging der Haltepunkt Stendal Hochschule in Betrieb. Kritisiert wird die Umsetzung der taktilen Leitsysteme im neugestalteten Umfeld der Station. Die Wegeführung sei für blinde Menschen an mehreren Stellen nicht nachvollziehbar.

### Ausblick
Der Abschnitt zwischen Magdeburg und Stendal soll im Zuge des „Starterpakets“ der Digitalen Schiene Deutschland, als Teil des TEN-Kernnetzkorridors Skandinavien–Mittelmeer, bis 2030 mit Digitalen Stellwerken und ETCS ausgerüstet werden.